# Енріко Дандоло

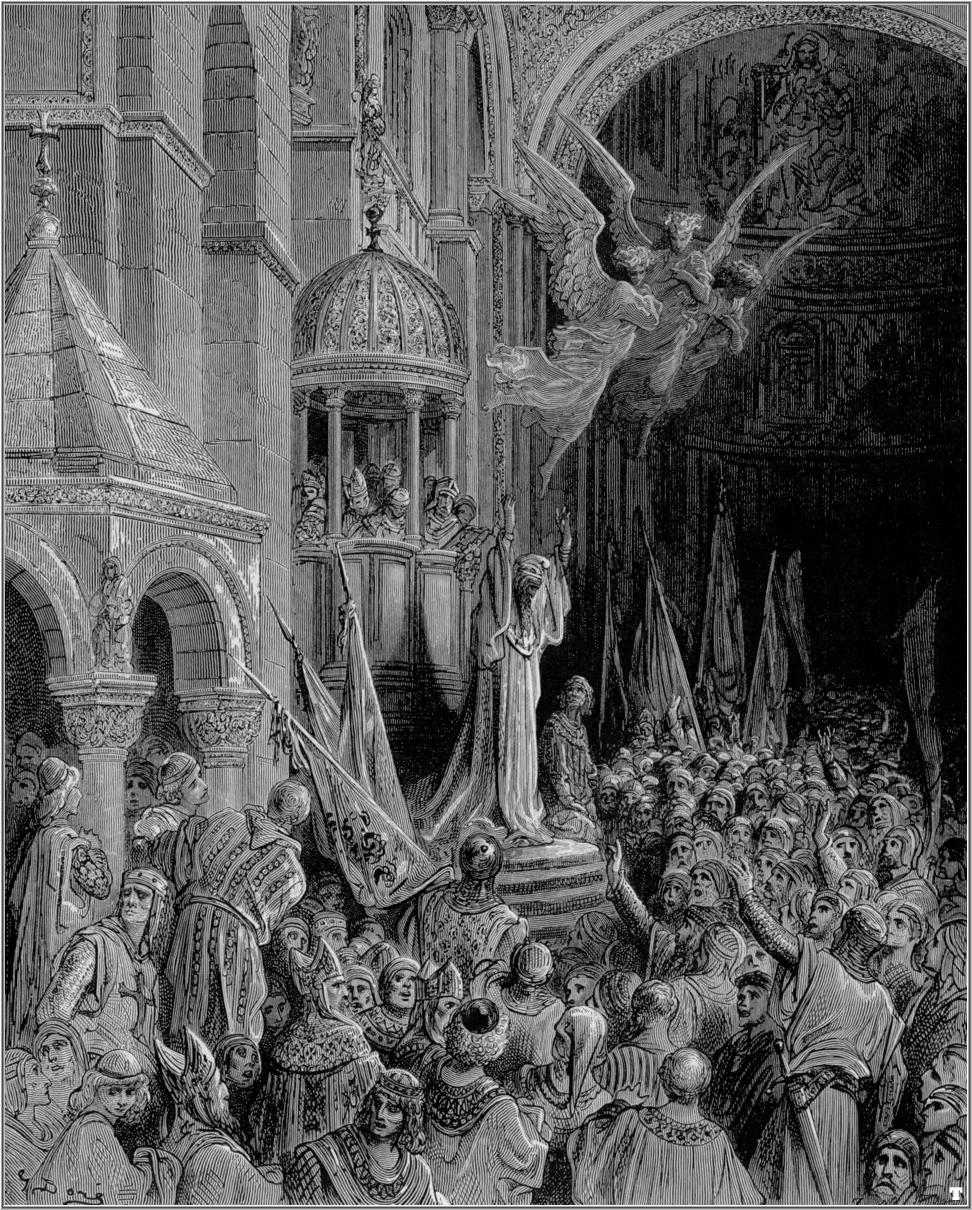
Енріко Дандоло благословляє рицарів
Гюстав Доре

Енріко Дандоло (італ. Enrico Dandolo, бл. 1107 — травень 1205) — 41-й венеційський дож. Дандоло відомий сліпотою, довгим життям, набожністю, хитрістю та своєю роллю в захопленні хрестоносцями в ході Четвертого хрестового походу Константинополя. Переконаний, майже фанатичний патріот, він присвятив більшу частину свого життя республіці.

## Життєпис
Дандоло походив з давньої родини патриціїв Дандоло з парафії Сан-Лука, одну з найдавніших так званих «дванадцяти апостольських» (так званих «Казе векк'є»). Його дідом був Доменіко дандоло, суддя та гастальд. Син впливового юриста та члена двору дожа Вітале Дандоло. Народився у Венеції близько 1107 року. Про Енріко до смерті його батька в 1174 році існує небагато інформації. Це пояснюється тим, що Вітале дожив до 90 років, а його сини не були емансиповані до його смерті. Хоча Енріко сам був літнім чоловіком, близько 67 років, він все ще перебував у синівській підлеглості. Так, він займався торгівлею, але у більшості, якщо не у всіх, документах використовувалося ім'я Вітале Дандоло, а не Енріко. 
Десь на поатку 1140-х років оженився на Феліциті Бембо, від якої мав сина Ран'єро. У 1147 року ймовірно брав участь разом з іншими представниками свого роду у протистоянні з дожем П'єтро Полані. Ймовірно разом з батьком та братами зазнав вигнання, а родинні володіння володіння зрівняно з землею за наказом дожа. Але вже 1148 року повертається до Венеції за нового дожа Доменіко Морозіні. 1151 року був свідком під час шлюбу свого брата Андреа і Прімери Полоні, чим було засвідчено встановлення миру між родами. На той час Енріко вже став вдівцем, тому оженився вдруге. В цьому шлюбі народилися сини Фантіно, Вітале і Марино.
1170 року призначається байло у Константинополі. Тут отримав від візантійського імператора Мануїла I титул протосебаста. У 1171 році був у Константинополі, коли імператор наказав негайно заарештувати всіх венеціанців, присутніх на візантійських територіях, та конфіскувати їхні товари та кораблі. Надалі Дандоло поширив легенду, що начебто він постраждав від візантійців, від чого втратив зір. Того ж року брав участь у військовій кампанії під орудою дожа Вітале II Мікеле проти Візантії. 1173 року був учасником посольства до візантійського імператора Мануїла I. 1175 року брав участь у посольстві до сицилійського короля Вільгельма II. Також здійснив подорож з торгівельною метою до Олександрії у Фатімідському халіфату. також відвідав Єрусалимське королівство, де віконтом Тіру в цей час стає його небіж Джованні Дандоло. 
Після смерті батька самостійно став займатися фінансовими операціями, взаємодія з монастирями Республіки. Отримує посаду юридичного представника монастиря Сан-Чіпріано на Мурано. Разом з тим близько 1176 року захворів на коркову сліпоту, його зір з цього часу став погіршуватися. 1178 року увійшов до Ради сорока.
1181 року розділив родинні статки з братами Андреа й Джованні. 1183 року був одним з очільників посольства до візантійського імператора Андроніка I, під час якого було укладено вигідну для Венецію угоду. 1184 року разом з П'єтро Дзіані і Доменіко Санудо обговорював з візантійським імператором порядок відновлення венеційського кварталу у Константинополі. На цій зустрічі імператор підтвердив попередню домовленість стосовно звільнення ув'язнених венеціанців та виплатити компенсацій за втрачене майно. 1187 року був одним з головних позичальників, що забезпечив військову кампанію дожа Оріо Мастроп'єро проти Зари. 1191 року здійснив дипломатичну подорож до комуни Феррари.
21 червня 1192 року, після того, як Оріо Мастроп'єро зрікся посади, Дандоло обирається новим дожем, завдяки хитрощам і підступам. Вже старий і сліпий, але дуже амбітний, він демонстрував величезну енергію та розумові здібності. Вже 16 серпня того ж року вижав наказ щодо виселення всіх іноземців, які прожили у Венеції менше 2 років. Орендодавці були зобов'язані виселити будь-якого з цих іноземців зі своїх володінь. Громадяни, які порушували указ, мали сплатити 50 венеційських лір, а майно іноземців конфісковувалося. Крім того, венеційцям не дозволялося позичати гроші іноземцям, за винятком тих, хто походив з Нумани й Рагузи, на період, що перевищував 15 днів. За цим йому вдалося досягти угод з Вероною, Тревізо, Аквілейським патріархатом.
У 1193 році Дандоло командував нападом на сусіднє місто Зара, яке 1181 року скинуло владу Венеції. Місто не вдалося захопити, але відновив владу над островами Паго, Оссеро й Арбе, які було втрачено у 1190 році. У відповідь 1195 року флот Пізанської республіки, як союзника Зари, захопив Полу. 1196 року Дандоло вирішив скористатися боротьбою за владу у Візантії, відправивши до Константинополя флот, але моряки збунтувалися біля Абідоса, після чого повернули на батьківщину.

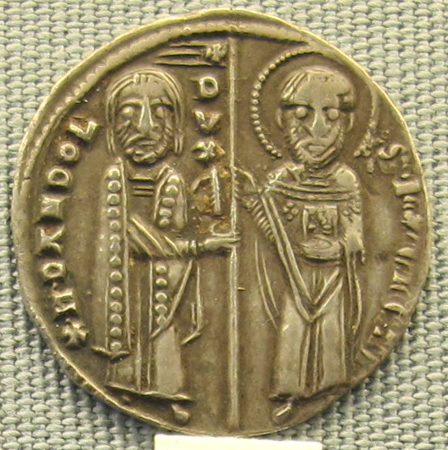
Гроссо з зображенням Дандоло і Св.Марка

1194 року провів монетну реформу, запровадивши три номінали срібної ліри: б'янко (півліри), квартароло (чвертьліри). «Б'янко» мав вміст срібла близько 5% і був прикрашений хрестом з одного боку та Святим Марком з іншого. Квартароло майже не мав вмісту дорогоцінних металів, що робило його першою європейською монетою-розрядом з часів Стародавнього Риму. 1200 року почали карбувати срібний гроссо (подвійна ліра), відомий також як «матапан». Був прикрашений зображенням Енріко Дандоло та Святого Марка з одного боку та Ісуса Христа на троні з іншого боку, що імітувало малюнок, типовий для візантійських монет аспронів. Він став першою майже чистою срібною монетою високого номіналу за останні 500 років у Європі. Невдовзі гроссо став прикладом для усіх монетних дворів європейських монархів та став домінуючою монетою середземноморської торгівлі.
1201 року зумів вигнати пізанців з Поли. Того ж року прийняв посланців на чолі із Жоффреєм де Віллардуеном від організаторів нового хрестового походу. Але перемовини затягнулися, оскільки Дандоло бажав виторгувати найкращі умови для Венеції. Зрештою було домовлено, що венеційський флот протягом року перевозить хрестоносців (4500 лицарів з кіньми, 9000 зброєносців та 20 000 піхотинців) за 85 тис. марок сріблом (каролінзький фунтів). Але надалі дож використав легковажність хрестоносців з грошима, які були позичені, для зміни умови, попрохавши у хрестоносного війська, що прибуло вже до Венеції, усі домовлені кошти одночасно. Але ті змогли сплатити лише 51 тис. марок сріблом. Енріко Дандоло погодився отримати решту, 34 тис. марок сріблом, у майбутньої здобичі, а поки що рушити до Зари, де перезимувати, після чого захопити також Трієст та Муджу. При цьому дож знав, що Зара не належить Венеції. Не маючи особливого вибору Велика рада хрестоносців погодилася на це. На час своєї відсутності Енріко Дандоло призначив свого сина Ран'єро віцедожем. 
При підході хрестоносців у Зарі почалася паніка, оскільки з одного боку папа римський Іннокентій III заборонив хрестоносцям нападати на християн, а з іншого боку заборонив кому-небудь чинити спротив хрестоносцям. При цьому союзником папи римського був угорський король Імріх I, під номінальною владою якого перебувала Зара. Але саме в цей час угорські війська були втягнуті у боротьбу в Рашці. Зрештою 24 листопада 1202 року Зару було захоплено хрестоносцями, які передали його Енріке Дандоло. 
У Зарі Дандоло прийняв Олексія, сина поваленого візантійського імператора Ісаака II, погодившись посадити останнього на трон Візантії в обмін на його підтримку та кошти для допомоги хрестовому походу. Але зрештою внаслідок інтриг Дандоло Константинополь було захоплено й пограбовано 12 квітня 1204 року. Ймовірно дож використав ситуацію для зміцнення позицій Венеції та знищити конкурентів-візантійців у торгівлі зі Сходом, до цього додався напевне вплив його стрийка Енріко, патріарха Градо, що був затятим ненависником православних. Дандоло відправив багато цінних речей до Венеції, включаючи квадригу з іподрому, які й донині прикрашають собор Святого Марка та колони, так звані «Стовпи Акри» (італ. Pilastri Acritani), що було поставлено перед базилікою Святого Марка. .
При цьому Енріко Дандоло став одним з ініціатором створення Латинської імперії. При цьому відмовився від титулу імператора, яким став Балдуїн IX, граф Фландрії, а Дандоло отримав титул деспота. За новою угодою з хрестоносцями Венеція також отримала 3/8 колишньої Візантійської імперії, зокрема частину Константинополя поблизу гавані, частину берегової лінії Мармурового моря, місто Адріанополь, острів Крит та низка островів в Егейському морі. На честь цього Енріке Дандоло прийняв титул «Володар чверті з половиною Східної Римської імперії» (італ. Dominus quartae partis et dimidiae totius Imperii Romaniae), який наступні дожа зберігали до 1356 року.
21 лютого 1205 року домігся призначення венеційця Томмазо Морозіні латинським патріархом Константинополя. 14 квітня того ж року брав участь у битві біля Адріанополя, де хрестоносці зазнали поразки від болгарського царя Калояна. Імператор Балдуїн  був узятий у полон. Потім дож разом з Жоффреєм ді Вілардуеном взяв на себе командування відступаючими силами. Помер дож у травні чи червні 1205 року внаслідок некрозу, що виник внаслідок серйозної форми пахової грижі. Його було поховано у емпорі собору Святої Софії, на тепер гробниця не збереглася, але 2021 року георадарні дослідження турецького мовника TRT виявили скелет, що за особливості постави та черепу ймовірно відповідають Енріко Дандоло. Він розташований у сидячому положенні, головою до Єрусалиму.
Мав сина Ран'єро, що загинув 1209 року на Криті. Онука — Анна вийшла заміж за сербського короля Стефана II.